# Хасанбеговци (Гламоч)
Хасанбеговци су насељено мјесто у Босни и Херцеговини, у општини Гламоч, које административно припада Федерацији Босне и Херцеговине. Према попису становништва из 1991. у насељу је живјело 155 становника.

## Становништво
| Демографија | Демографија | Демографија |
| Година      | Становника  | Становника  |
| ----------- | ----------- | ----------- |
| 1991.       | 155         |             |
| 2013.       | 0           |             |